# Maze Hill
Maze Hill és una zona de Greenwich i Blackheath, al sud-est de Londres (Anglaterra, Regne Unit). Es troba a l'est de Greenwich Park i a l'oest de Westcombe Park. Forma part del districte de Greenwich i deu el seu nom al seu principal carrer, Maze Hill. Al seu torn, dona nom a l'estació de Maze Hill.